# سسک موشی دورنگ
خس‌نشین دورنگ یا سسک‌موشی دورنگ (نام علمی: Aethomyias nigrorufus) گونه‌ای از پرندگان تیرهٔ چکاوکان اقیانوسیه (Acanthizidae) است. در ارتفاعات گینه نو یافت می‌شود؛ زیستگاه طبیعی آن جنگل‌های کوهستانی نمناک نیمه‌گرمسیری یا گرمسیری است.
این گونه در گذشته در سردهٔ Crateroscelis جای داشت، اما پس از انتشار یک مطالعه تبارزایی مولکولی روی خس‌نشین‌ها و سسک‌موشی‌ها در سال ۲۰۱۸، به سردهٔ بازسازی‌شدهٔ Aethomyias جابه‌جا شد.